# Liste der Baudenkmäler in Triefenstein
Auf dieser Seite sind die Baudenkmäler in dem unterfränkischen Markt Triefenstein zusammengestellt. Diese Tabelle ist eine Teilliste der Liste der Baudenkmäler in Bayern. Grundlage ist die Bayerische Denkmalliste, die auf Basis des Bayerischen Denkmalschutzgesetzes vom 1. Oktober 1973 erstmals erstellt wurde und seither durch das Bayerische Landesamt für Denkmalpflege geführt wird. Die folgenden Angaben ersetzen nicht die rechtsverbindliche Auskunft der Denkmalschutzbehörde.

## Ortsbefestigungen

### Homburg am Main
| Lage                        | Objekt          | Beschreibung | Akten-Nr.    | Bild           |
| --------------------------- | --------------- | --- | ------------ | -------------- |
| Maintalstraße 32 (Standort) | Ortsbefestigung | Reste der Bruchsteinmauer teilweise in den Häusern verbaut, die ursprl. vier Tore nicht mehr vorhanden, an der Geländekante Rest eines runden Mauerreiters auf einem Stützpfeiler, 16./17. Jahrhundert | D-6-77-154-1 | weitere Bilder |

### Lengfurt
| Lage                                | Objekt          | Beschreibung | Akten-Nr.     | Bild           |
| ----------------------------------- | --------------- | --- | ------------- | -------------- |
| Friedrich-Ebert-Straße 4 (Standort) | Ortsbefestigung | Bruchsteinmauer im Norden und Osten erhalten, entlang der Westseite weitgehend überbaut, spätmittelalterlich, eingebrochener profilierter Rundbogen zum Friedhof bez. 1584, Graben, im Gelände erkennbarer Trockengraben, spätmittelalterlich, Gegenmauern wohl jünger | D-6-77-154-34 | weitere Bilder |

## Baudenkmäler nach Gemeindeteilen

### Triefenstein
| Lage                            | Objekt         | Beschreibung                                                                                   | Akten-Nr.      | Bild |
| ------------------------------- | -------------- | ---------------------------------------------------------------------------------------------- | -------------- | ---- |
| Außer der Viehtränke (Standort) | Kreuzschlepper | Inschriftsäule mit Volutenkapitell und Figur des kreuztragenden Christus, Sandstein, bez. 1786 | D-6-77-154-72  | BW   |
| Schloss Triefenstein ()         | Bildstock      | mit hl. Nepomuk nicht nachqualifiziert, im Bayerischen Denkmal-Atlas nicht kartiert            | D-6-77-154-118 |      |

Kloster, ehemaliges Augustiner-Chorherrenstift, gegr. 1102, nach Säkularisation 1803 Schloss der Grafen und späteren Fürsten von Löwenstein-Freudenberg, Neubau von Kloster und Kirche ab 1687:
- Klosterkirche (Lage), Saalkirche mit Satteldach und geschweifter Blendgiebelfassade sowie eingezogenem Chor mit fünfseitigem Chorschluss, Chorflankentürme mit Zwiebelhauben und Laternen, Putzfassade mit Sandsteingliederungen, Barock, 1687–94, romanischer Turmunterbau 12./13. Jh.; mit Ausstattung, Spätbarock, 1783–1803
- Belvedere, eingeschossiger Rundbau mit Kegeldach und Ausstattungsresten, 18. Jh.
- Klausurgebäude (Lage), dreigeschossiger Vierflügelbau mit Sattel- bzw. Walmdächern und Säulenaltan im nach Süden geöffnetem Hof, Barock, Valentin Pezani, 1696–1715
- Torhaus, zweigeschossiger Walmdachbau mit geohrten Sandsteinrahmungen über Substruktion mit Freitreppe, 18. Jh., Erweiterung 19./20. Jh.
- Gärtnerhaus, breitgelagerter zweigeschossiger Walmdachbau mit sparsamen Sandsteingliederungen, um 1800
- Puttenbrunnen, Brunnenschale und Figur eines Putto mit Delphin, Stein, spätes 18. Jh. (jetzt im Klausurgebäude)
- Teehaus, kleiner Walmdachbau mit geohrten Sandsteinrahmungen über hoher Terrassenmauer, Anfang 18. Jh.
- Försterhaus, eingeschossiger Walmdachbau mit Drempel über winkelförmigem Grundriss, 2. Hälfte 19. Jh.
- Mauertor, Rundbogentor mit seitlichen Pforten, Rustikagliederung und Bekrönung mit wappenhaltenden Löwen sowie Vasen, Anfang 19. Jh.
- Klostermauer, Bruchsteinmauer mit Pfeilerportalen, 18. Jh., Verlauf später teilweise verändert
- Mauerturm (Lage), zweigeschossiger Turm mit flachem Pyramidendach, 18. Jh.
- Gartenhaus, zweigeschossiger Pavillon mit flachem Pyramidendach, bez. 1733
- Gewächshaus, flacher Glasdachbau mit Blendgiebeln aus Sand- und Backstein, Ende 19. Jh.
- Park (Lage), am Steilhang gelegener Landschaftspark mit erhaltenem Wegenetz, Brückenkonstruktionen und Resten von Gebäuden bzw. Denkmälern sowie einem künstlichen Wasserfall, um 1820
- Gutshof (Lage), dreigeschossiger Wohnbau mit Mansardwalmdach und anschließenden Wirtschaftsgebäuden mit Mansardwalmdächern sowie erhaltene Umfassungsmauern ehemaliger Nebengebäude um einen Hof, 18./19. Jh.
- Garten, ummauerter Gemüsegarten mit erhaltenem Wegekreuz, 18./19. Jh.
- St.-Nepomuk-Statue, Sandstein, 18. Jh., stark fragmentiert

Aktennummer D-6-77-154-117.

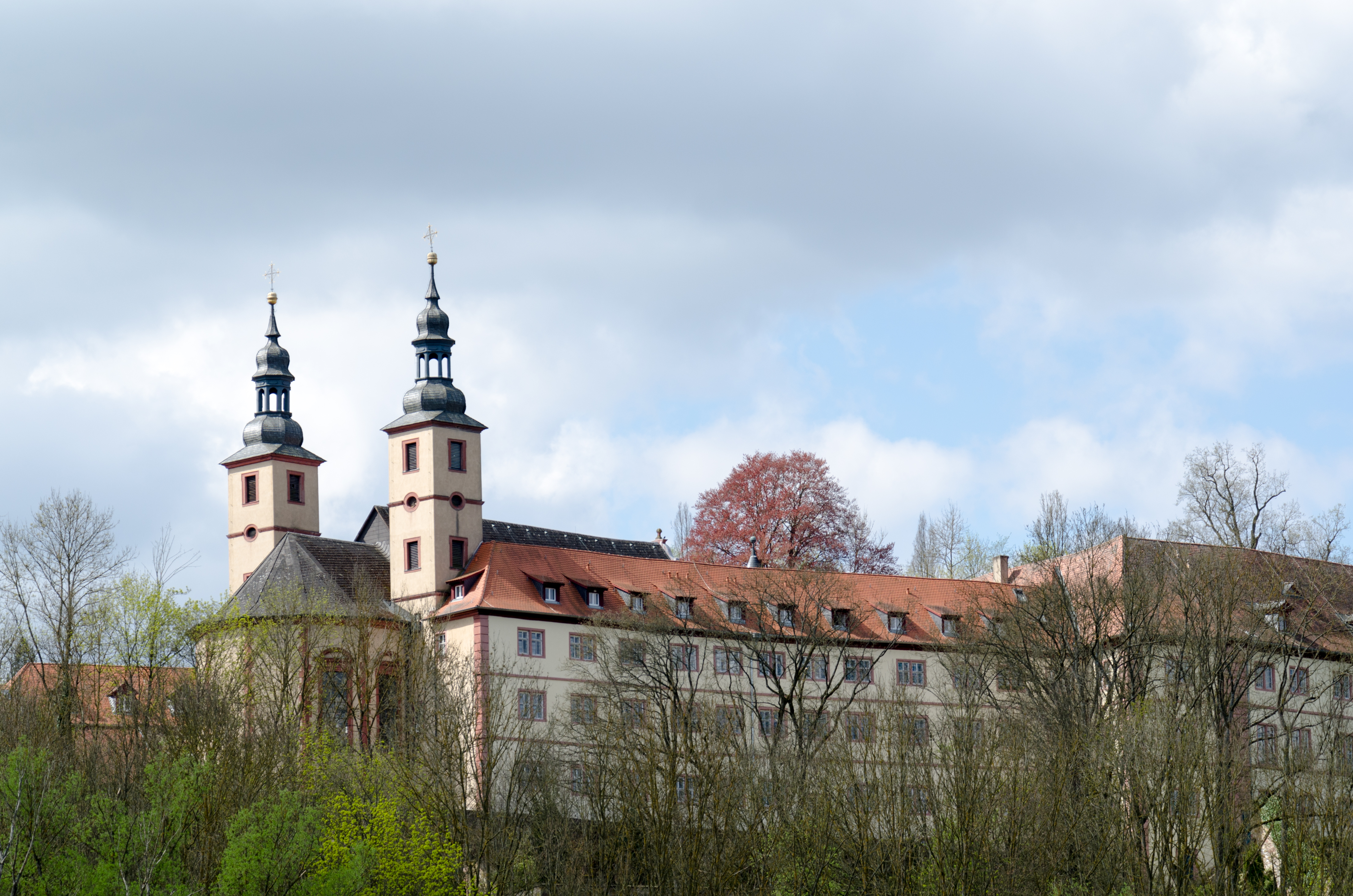
Klosterkirche und Konvent
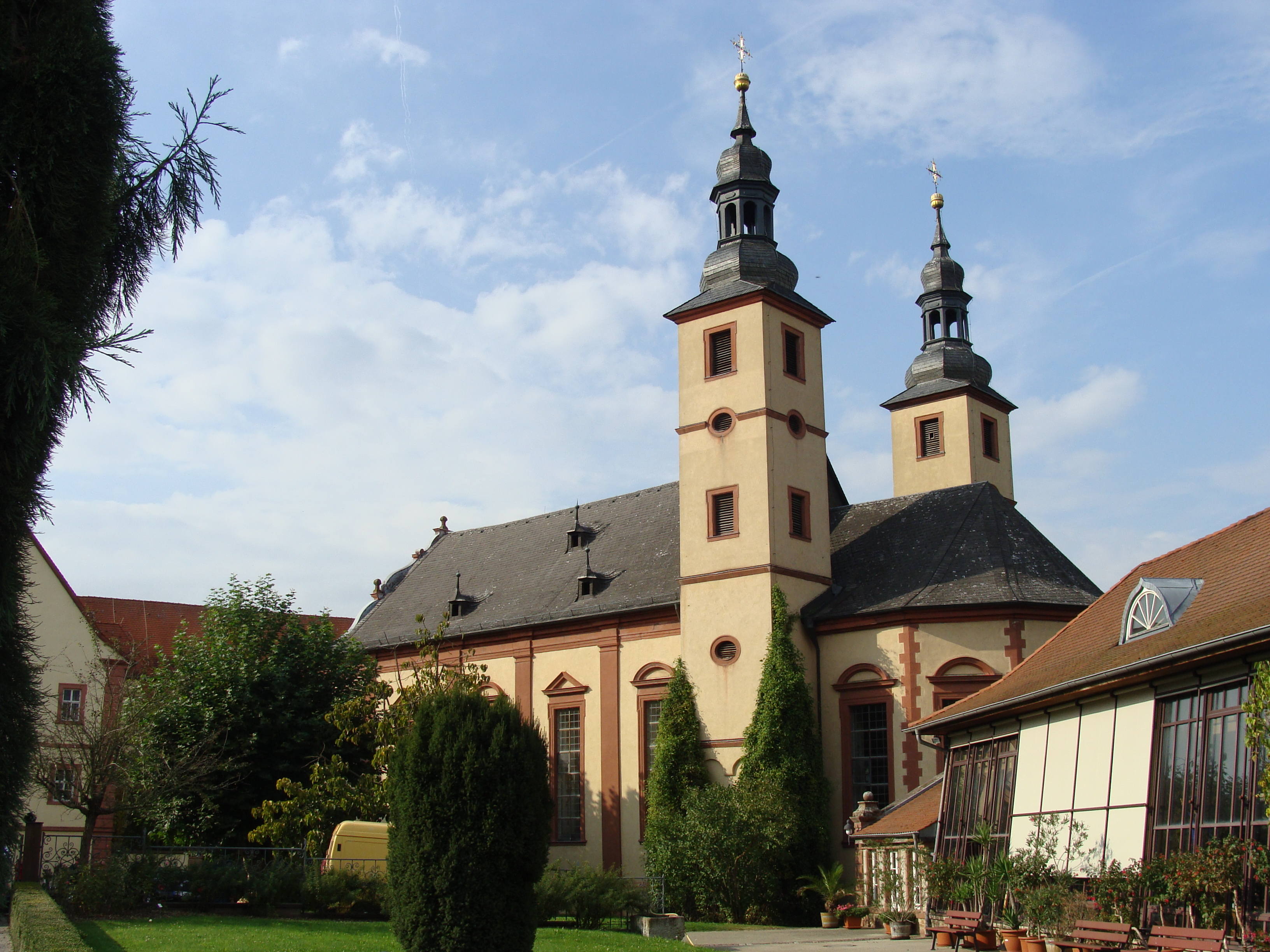
Klosterkirche und Konvent
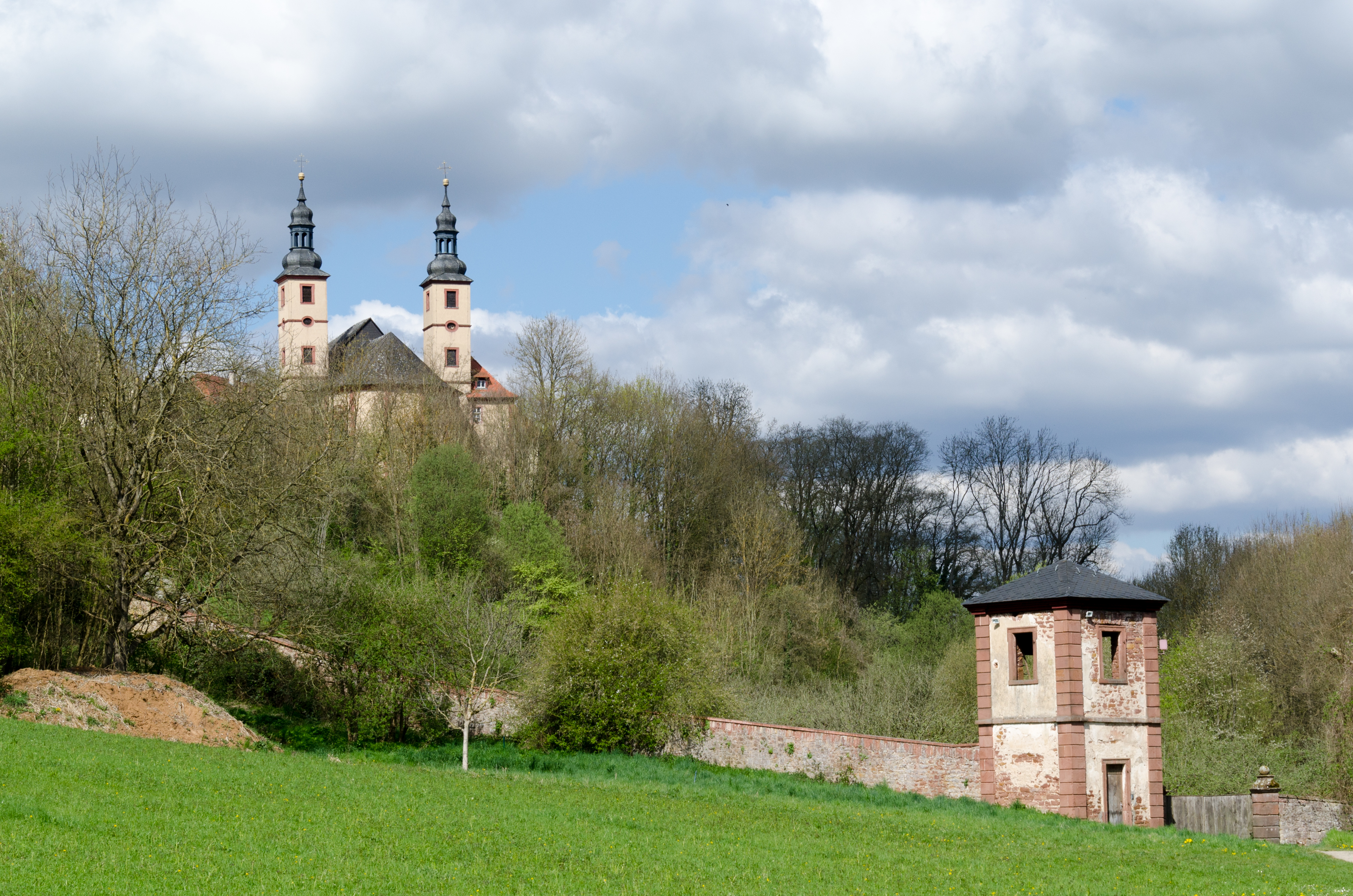
Klostermauer mit Turm

### Homburg am Main
| Lage                              | Objekt                               | Beschreibung | Akten-Nr.      | Bild            |
| --------------------------------- | ------------------------------------ | --- | -------------- | --------------- |
| Nähe Burkardusplatz (Standort)    | Friedhofskreuz                       | Inschriftsockel mit Kruzifix und schmerzensreicher Muttergottes, Sandstein und Kalkstein, bez. 1871 | D-6-77-154-21  | weitere Bilder  |
| Burkardusplatz 6 (Standort)       | Ehemals Zehntscheune                 | langgestreckter zweigeschossiger Satteldachbau über Kellerhanggeschoss hoch aufragend, Putzfassade mit Sandsteinrahmungen, nachgotisch, bez. 1605 und 1614 | D-6-77-154-2   | weitere Bilder  |
| Burkardusplatz 8 (Standort)       | Katholische Pfarrkirche St. Burkhard | Saalkirche mit Walmdach auf rechteckigem Grundriss und fluchtendem Turm mit kurzem Steinhelm, Sandsteinquader mit flachen Gliederungen, neuromanisch, Johann Gottfried Gutensohn, 1833, mit Ausstattung | D-6-77-154-4   | weitere Bilder  |
| Burkardusplatz 8 (Standort)       | Heiligenfiguren                      | Sankt-Nepomukstatue und Statue des hl. Kilian, Sandstein, Barock, 18. Jahrhundert in modernem Torbau aufgestellt | D-6-77-154-4   | weitere Bilder  |
| Burkardusplatz 11 ()              | Steinkreuz                           | Rotsandstein, mit Spaten nicht nachqualifiziert, im Bayerischen Denkmal-Atlas nicht kartiert | D-6-77-154-122 |                 |
| Erlenbacher Straße (Standort)     | Bildstock                            | geschweifter Reliefsockel mit Stifterbildnis und aufwendigem szenischem Reliefaufsatz ‚Hl. Wendelin‘ sowie bekrönender Figur des hl. Urban, Sandstein, Barock, um 1710 | D-6-77-154-25  | Bildstock       |
| Erlenbacher Straße 1 (Standort)   | Sühnekreuze                          | Sühnekreuze, drei vermauerte Sühnekreuze, davon zwei mit eingeritzter Sichel und eines mit abgefasten Kanten, roter und gelber Sandstein, wohl spätmittelalterlich | D-6-77-154-123 | weitere Bilder  |
| Gartenstraße 9 (Standort)         | Bildstock                            | gestuftes Postament mit Achteckpfeiler und bekrönender Figur der ‚Pietà‘, Sandstein, 17./18. Jahrhundert, erneuert | D-6-77-154-7   | weitere Bilder  |
| Gartenstraße 11 (Standort)        | Ehemalige Papiermühle                | zweigeschossiger Zweiflügelbau in Fachwerkbauweise über hohem Kellergeschoss, Hauptbau mit zwei Trockenböden im dreistufigen Walmdach, Seitenflügel mit Mansard-Halbwalmdach, 1807 | D-6-77-154-6   | weitere Bilder  |
| Gartenstraße 11 (Standort)        | Ehemalige Papiermühle                | eisernes Mühlrad, 19./20. Jahrhundert | D-6-77-154-6   | weitere Bilder  |
| Gartenstraße 7 (Standort)         | Ehemalige Papiermühle                | Nebengebäude, zweigeschossiger Bruchsteinbau mit Sandsteinrahmungen und Satteldach, vom Obergeschoss überdachter Verbindungsgang zum Hauptgebäude, 19. Jahrhundert | D-6-77-154-6   | weitere Bilder  |
| Gartenstraße 11 (Standort)        | Ehemalige Papiermühle                | Einfriedung, zwei Torpfeiler zum Hof mit anschließender Gartenmauer, Bruchstein, 1. H. 19. Jahrhundert | D-6-77-154-6   | weitere Bilder  |
| Mühlbach (Standort)               | Ehemalige Papiermühle                | Mühlgraben, Kanal teilweise über Brückenkonstruktion, Anfang 19. Jahrhundert | D-6-77-154-6   | weitere Bilder  |
| Hackenberg, Fl. Nr. 3729 ()       | Schutzmantelmadonna                  | am Kallmuth nicht nachqualifiziert, im Bayerischen Denkmal-Atlas nicht kartiert | D-6-77-154-32  |                 |
| Julius-Echter-Platz (Standort)    | Bildstock                            | gestuftes Postament mit Säule und rundbogigem Reliefaufsatz ‚Hl. Georg zwischen Cherubim‘, Sandstein, bez. 1701 | D-6-77-154-3   | Bildstock       |
| Julius-Echter-Platz 2 (Standort)  | Ehemaliges Rentamt                   | zweigeschossiger Mansarddachbau mit Tordurchfahrt über abgewinkeltem Grundriss, Bruchsteinmauerwerk mit Sandsteinrahmungen, bez. 1798 | D-6-77-154-8   | weitere Bilder  |
| Julius-Echter-Platz 2 (Standort)  | Gedenkstein                          | an die Besatzungszeit durch die Schweden im Dreißigjährigen Krieg, Sandstein, bez. 1632 | D-6-77-154-9   | BW              |
| Kehla (Standort)                  | Bildstock                            | Sockel mit Säule und Reliefaufsatz ‚Pietà‘ und seitlich ‚Hl. Wendelin‘ und nicht erkennbare Heiligenfigur, Sandstein, 18. Jahrhundert | D-6-77-154-33  | BW              |
| Maintalstraße 1 (Standort)        | Ehemalige Mühle                      | zweigeschossiger Schopfwalmdachbau mit verputztem Zierfachwerkobergeschoss und rundbogigem Sitznischenportal im Erdgeschoss Rest eines Wasserrads, bez. 1666 | D-6-77-154-10  | Ehemalige Mühle |
| Maintalstraße 12 (Standort)       | Gasthaus                             | zweigeschossiger Krüppelwalmdachbau mit Konsolbalkon sowie Tordurchfahrt in Ecklage, Torbogen bez. 1820, Umbau bez. 1927, Wandmalerei in Gaststube, Lino Salini, 1944 | D-6-77-154-11  | BW              |
| Maintalstraße 33 (Standort)       | Wohnhaus                             | zweigeschossiger giebelständiger Mansarddachbau mit Krüppelwalm und verputztem Fachwerkobergeschoss, Erdgeschossfenster mit Sandsteinrahmungen, 18. Jahrhundert | D-6-77-154-12  | BW              |
| Maintalstraße 37 (Standort)       | Wohnhaus                             | Wohnhaus, zweigeschossiger traufständiger Satteldachbau mit verputztem Fachwerkobergeschoss und Tordurchfahrt, 17./18. Jahrhundert | D-6-77-154-13  | Wohnhaus        |
| Neubaustraße 7 (Standort)         | Kreuzschlepper                       | Inschriftsockel mit Pfeiler und bekrönender Figur des kreuztragenden Christus, Sandstein, bez. 1783 | D-6-77-154-14  | Kreuzschlepper  |
| Neuleite (Standort)               | Bildstock                            | Inschriftsockel mit Säule und bekrönender ‚Ecce-Homo‘-Figur, Sandstein, bez. 1724 und 1859 | D-6-77-154-27  | Bildstock       |
| Schloßplatz 3 (Standort)          | Schloss Homburg, ehemalige Burg      | Fränkische Grenzfestung 6. Jahrhundert, ab 1102 Burggut des Klosters Triefenstein, bis 1602 Gebsattelsches Adelsschloss, 1686–1831 Würzburgisches Rentamt, 1869–1978 Schule u. Rathaus, Hauptbau, dreigeschossiger Dreiflügelbau mit vorkragenden Zierfachwerkobergeschossen über unregelmäßig T-förmigem Grundriss mit verschiedenen Dachformen (Sattel-, Walm-, Krüppelwalm-, Schopfwalmdächer), im Erdgeschoss spätgotische Kapelle, bez. 1568, Umbau spätes 17. Jahrhundert, eingeschossiger Krüppelwalmdachanbau 19. Jahrhundert | D-6-77-154-15  | weitere Bilder  |
| Schloßplatz 2 (Standort)          | Bergfried                            | Rundturm mit oktogonalem Obergeschoss und Zeltdach, romanisch, 12./13. Jahrhundert, spätbarockes Obergeschoss Ende 18. Jahrhundert | D-6-77-154-15  | weitere Bilder  |
| Schloßplatz 3 (Standort)          | Scheune                              | Bruchsteinbau mit Halbwalmdach, 17./18. Jahrhundert | D-6-77-154-15  | weitere Bilder  |
| Nähe Schloßplatz (Standort)       | Ringmauer                            | Teilweise erhalten entlang der Kante des Felskegels, Bruchstein, mittelalterlich: Gartenmauer, 17.–19. Jahrhundert | D-6-77-154-15  | BW              |
| Schloßplatz (Standort)            | Grotte                               | sog. Burkhardus-Grotte, vermauerte und vergitterte Kalksteinsinterhöhle mit gemauertem Treppenzugang, 18. Jahrhundert, mit Altar des 17. Jahrhunderts; nicht nachqualifiziert, im Bayerischen Denkmal-Atlas nicht kartiert | D-6-77-154-16  | weitere Bilder  |
| Steige 2, 4 (Standort)            | Wohnhaus                             | zweigeschossiger giebelständiger Satteldachbau mit verputztem Fachwerkobergeschoss über hohem Kellersockel, 17./18. Jahrhundert | D-6-77-154-17  | Wohnhaus        |
| Steige 3 (Standort)               | Wohnhaus                             | eingeschossiges Fachwerkhaus mit giebelständigem Satteldach, 18. /19. Jahrhundert | D-6-77-154-18  | BW              |
| Remlinger Straße ()               | Steinkreuz                           | mit Spaten nicht nachqualifiziert, im Bayerischen Denkmal-Atlas nicht kartiert | D-6-77-154-28  |                 |
| Viehsteig (Standort)              | Bildstock                            | geschweifter Inschriftsockel mit Postament und Pfeiler sowie geschwungenem Reliefaufsatz ‚Hl. Vierzehn Nothelfer‘, Sandstein, Zopfstil, bez. 1796 und 1797 | D-6-77-154-22  | BW              |
| Viehsteig (Standort)              | Wegkapelle                           | kleiner Satteldachbau mit Rundbogenöffnung und Tonnengewölbe, 19./20. Jahrhundert, verändert | D-6-77-154-24  | BW              |
| Wallweg (Standort)                | Bildstock                            | mit Herz-Jesu-Darstellung | D-6-77-154-26  | BW              |
| Wolpenberg (Standort)             | Bergkapelle                          | kleiner gewölbter Sandsteinbau mit spitzbogigem Tonnendach, gotisierend, bez. 1901 | D-6-77-154-23  | BW              |
| Nähe Würzburger Straße (Standort) | Kapelle                              | kleiner Satteldachbau mit Rundbogenöffnung und eingestellter Figur der Pietà, bez. 1702, verändert | D-6-77-154-29  | Kapelle         |
| Würzburger Straße 3 (Standort)    | Wohnhaus                             | zweigeschossiger traufständiger Mansarddachbau mit verputztem Fachwerkobergeschoss und Tordurchfahrt, 18. Jahrhundert, im Kern möglicherweise älter | D-6-77-154-19  | weitere Bilder  |
| Nähe Zeller Tor (Standort)        | Kreuzschlepper                       | Figur des kreuztragenden Christus, farbig gefasster Sandstein 18. Jahrhundert | D-6-77-154-5   | BW              |

### Lengfurt
| Lage                                                                   | Objekt                                                                           | Beschreibung | Akten-Nr.      | Bild           |
| ---------------------------------------------------------------------- | -------------------------------------------------------------------------------- | --- | -------------- | -------------- |
| Adenauerstraße 2 (Standort)                                            | Bildstock                                                                        | vermauerte Segmentbogennische mit flachem Giebelabschluss, Sandstein, 19. Jahrhundert | D-6-77-154-67  | weitere Bilder |
| Adolf-Kolping-Straße 2 (Standort)                                      | Wohnhaus                                                                         | zweigeschossiger Satteldachbau mit verputztem Fachwerkgiebel in Ecklage, 17./18. Jahrhundert, Umbau 19. Jh., Vorgarteneinfriedung, Zaunpfosten mit Zwiebelköpfen, Sandstein, um 1800 | D-6-77-154-35  | weitere Bilder |
| Adolf-Kolping-Straße 7 (Standort)                                      | Wohnhaus                                                                         | zweigeschossiger Mansard-Halbwalmdachbau mit geohrten Sandsteinrahmungen über hohem Kellergeschoss, ehemals mit Freitreppe, 18. Jahrhundert | D-6-77-154-36  | weitere Bilder |
| Adolf-Kolping-Straße 9 (Standort)                                      | Wohnhaus                                                                         | zweigeschossiges verputztes Fachwerkhaus mit Satteldach und übereck vorkragendem Obergeschoss, wohl 17. Jahrhundert, Hoftor, profiliertes Rundbogentor, Sandstein, um 1600 | D-6-77-154-37  | weitere Bilder |
| Am Wingert (Standort)                                                  | Bildstock                                                                        | Inschriftsockel mit ornamentiertem Pfeiler und Reliefaufsatz ‚Hl. Familie unter Draperie‘, Sandstein, wohl 18. Jh., Renovierung bez. 1887 | D-6-77-154-74  | weitere Bilder |
| Büttnerstraße 10 (Standort)                                            | Schlussstein                                                                     | Sandstein, bez. 1763 | D-6-77-154-38  | Schlussstein   |
| Fahrstraße 10 (Standort)                                               | Torbögen                                                                         | Hoftor, profilierter Rundbogen, Sandstein, bez. 1626 u, 1521 oder 1527, Kellertor, Rundbogen, Sandstein, bez. 1626 | D-6-77-154-40  | weitere Bilder |
| Fahrstraße 14 (Standort)                                               | Wohnhaus                                                                         | zweiflügeliger und zweigeschossiger Mansardwalmdachbau mit einseitigem Halbwalm, verputztes Fachwerkhaus mit geohrten Rahmungen über hohem Kellergeschoss in Ecklage, 18. Jahrhundert, Erdgeschoss verändert | D-6-77-154-41  | weitere Bilder |
| Friedhofstraße 8 (Standort)                                            | Friedhofskreuz                                                                   | Inschriftsockel mit Kruzifix, Sandstein, bez. 1674 | D-6-77-154-56  | weitere Bilder |
| Friedhofstraße 8 (Standort)                                            | Grabstein                                                                        | Sandstein, bez. 1576, vermauert | D-6-77-154-56  | BW             |
| Friedhofstraße 8 (Standort)                                            | Grabstein                                                                        | Inschrifttafel mit Relief ‚Kruzifix‘, Sandstein, 17./18. Jahrhundert, vermauert | D-6-77-154-56  | BW             |
| Friedrich-Ebert-Straße (Standort)                                      | Dreifaltigkeitssäule                                                             | Obelisk auf hohem Piedestal mit Heiligenfiguren ‚Hl. Sebastian / Hl. Johannes Bap. / Hl. Rochus / Hl. Joseph‘ und Putten sowie bekrönender Figurengruppe der Hl. Dreifaltigkeit, Balustradeneinfriedeung mit Gittertüren, gestiftet von Ritter Johann Joseph von Neuff, farbig gefasster Sandstein und Schmiedeeisen, Barock, Jakob von der Auwera und Joh. Georg Iggelsheimer, bez. 1728 | D-6-77-154-50  | weitere Bilder |
| Friedrich-Ebert-Straße 2 (Standort)                                    | Pietà                                                                            | Sandstein, Barock, bez. 1675, in Mauernische | D-6-77-154-42  | weitere Bilder |
| Friedrich-Ebert-Straße 10 (Standort)                                   | Wohnhaus                                                                         | zweigeschossiges Satteldachhaus mit strassenseitigem Krüppelwalm und Fachwerkobergeschoss, 18. Jahrhundert | D-6-77-154-43  | weitere Bilder |
| Friedrich-Ebert-Straße 16 (Standort)                                   | Wohnhaus                                                                         | zweigeschossiges verputztes Fachwerkhaus mit Satteldach und strassenseitigem Krüppelwalm über hohem Kellersockel, 18. Jahrhundert | D-6-77-154-44  | weitere Bilder |
| Friedrich-Ebert-Straße 21 (Standort)                                   | Wohnhaus                                                                         | zweigeschossiger traufständiger Satteldachbau mit vorkragendem Zierfachwerkobergeschoss und Bäckerzunftzeichen, bez. 1723, Erdgeschoss verändert | D-6-77-154-45  | weitere Bilder |
| Friedrich-Ebert-Straße 31 (Standort)                                   | Wohnhaus                                                                         | zweigeschossiges und verputztes Fachwerkhaus mit Satteldach in Ecklage, 17./18. Jahrhundert | D-6-77-154-46  | weitere Bilder |
| Friedrich-Ebert-Straße 32 (Standort)                                   | Wohnhaus                                                                         | zweigeschossiges verputztes Fachwerkhaus mit vorkragendem Obergeschoss und Satteldach über hohem Kellersockel mit Freitreppe in Ecklage, 18./19. Jahrhundert | D-6-77-154-47  | weitere Bilder |
| Friedrich-Ebert-Straße, vor Nr. 32 (Standort)                          | Nepomuk-Statue                                                                   | geschweifter Sockel mit Figur des hl. Johann Nepomuk, Sandstein, Barock, 1728: Auf einem hohen Podest aus Buntsandstein steht die lebensgroße Statue des hl. Nepomuk. Er trägt die Chorherrentracht des 18. Jahrhunderts, auf dem Kopf ein Birett, in der rechten Armbeuge ein Kruzifix und in der linken Hand eine Palme. Die Statue wurde von Johann Josef von Neuff im Jahre 1728 gestiftet. Die Statue wurde vom Würzburger Bildhauer Jakob van der Auvera gefertigt                                                                         | D-6-77-154-48  | weitere Bilder |
| Friedrich-Ebert-Straße 34 (Standort)                                   | Wohnhaus                                                                         | zweigeschossiger Satteldachbau mit einseitigem Krüppelwalm sowie verputztem Zierfachwerkobergeschoss mit Drempel in Ecklage, 17./18. Jahrhundert, Sandstein-Hausmadonna um 1730, Erdgeschoss verändert | D-6-77-154-49  | weitere Bilder |
| Friedrich-Ebert-Straße 36 (Standort)                                   | Wohnhaus                                                                         | zweigeschossiger Satteldachbau über Kellersockel mit Freitreppe, Sandsteinfassade mit Hausmarke ‚Anker‘, klassizistisch, um 1810 | D-6-77-154-51  | weitere Bilder |
| Friedrich-Ebert-Straße 41 (Standort)                                   | Gasthof ‚Zum weißen Roß‘                                                         | dreigeschossiger Walmdachbau mit verputztem Fachwerkobergeschoss und profiliertem Rundbogentor in Ecklage, bez. 1737, Wandmalerei 1. V. 20. Jahrhundert | D-6-77-154-52  | weitere Bilder |
| Friedrich-Ebert-Straße 42 (Standort)                                   | Zweigeschossiger giebelständiger Satteldachbau über geschosshohem Kellergeschoss | Erdgeschoss z. T. versteinert, Obergeschoss verputztes Fachwerk, 1575/76 (dendro.dat.) | D-6-77-154-144 | BW             |
| Friedrich-Ebert-Straße 43 (Standort)                                   | Wohnhaus                                                                         | zweigeschossiger Satteldachbau mit verputztem Fachwerkobergeschoss über unregelmäßigem Grundriss in Ecklage, 17./18. Jahrhundert, Wandmalerei bez. 1914 | D-6-77-154-53  | weitere Bilder |
| Friedrich-Ebert-Straße 49 (Standort)                                   | Wohnhaus                                                                         | zweigeschossiger Satteldachbau mit verputztem Fachwerkobergeschoss über Kellersockel mit Freitreppe in Ecklage, Sandsteingliederung durch Pilaster und Rahmungen im Obergeschoss durch Putz und Schnitzwerk fortgeführt, geschnitzte Haustür, 18. Jahrhundert | D-6-77-154-54  | weitere Bilder |
| Friedrich-Ebert-Straße 53 (Standort)                                   | Wohnhaus                                                                         | zweigeschossiges Fachwerkhaus mit über Eck vorkragendem Obergeschoss in Ecklage, ornamentale Gefachmalerei nach restauratorischem Befund, 17. Jahrhundert | D-6-77-154-55  | weitere Bilder |
| Friedrich-Kirchhoff-Straße, Nähe Friedrich-Kirchhoff-Straße (Standort) | Bildstock                                                                        | Geschweifter Inschriftsockel mit ornamentiertem Pfeiler und Figur des hl. Michael, Sandstein, Rokoko, bez. 1749 | D-6-77-154-39  | BW             |
| Hart (Standort)                                                        | Bildstock                                                                        | Tischsockel mit Inschriftkartusche und aufgestelltem Pfeilerbildstock mit kreuzbekröntem Tonnendach-Nischenaufsatz, Sandstein, bez. 1709: mit quadratischem Tischsockel, einem Vierkantpfeiler und einem Figurentabernakel auf einem Kapitell. Wie der Inschrift zu entnehmen ist, wurde der Bildstock 1709 zu Ehren der Jungfrau Maria und zum Gedenken an Hans Michel Geyer, der von einem Eichenbaum erschlagen wurde, errichtet | D-6-77-154-70  | weitere Bilder |
| Hart (Standort)                                                        | Bildstock                                                                        | Postament und Säule mit Metzger-Zunftzeichen sowie Reliefaufsatz ‚Kreuzigungsgruppe‘, Sandstein, Zopfstil, 18. Jahrhundert, Säule wohl noch 17. Jahrhundert | D-6-77-154-71  | weitere Bilder |
| Homburger Straße (Standort)                                            | Bildstock                                                                        | Pfeiler mit volutengeschmücktem Reliefaufsatz ‚Pietà‘, Sandstein, bez. 1744 | D-6-77-154-78  | BW             |
| Kirchplatz 2 (Standort)                                                | Katholische Pfarrkirche St. Jakobus d. Ä.                                        | Saalbau mit eingezogenem Chor und Chorflankenturm, 1702–07, der Westteil des Langhauses vom Vorgängerbau 1612/13; mit Ausstattung | D-6-77-154-57  | weitere Bilder |
| Kirchplatz 3/5 (Standort)                                              | Wohnhäuser                                                                       | zwei zweigeschossige giebelständige und verputzte, sich im Erdgeschoss überschneidende Fachwerkhäuser mit Satteldächern, eindrucksvolle Gruppierung in Ecklage gegenüber der Kirche, Haus Nr. 5 mit tonnengewölbtem Keller, teilweise mit Fahrstraße 3 verbaut, 1456/57 (dendro.dat), Haus Nr. 3 1596/70 (dendro.dat) | D-6-77-154-137 | BW             |
| Oberm Breiten Sandweg (Standort)                                       | Bildstock                                                                        | Inschriftsockel mit Pfeiler und Reliefaufsatz ‚Pietà‘, Sandstein, Rokoko, Mitte 18. Jahrhundert | D-6-77-154-58  | weitere Bilder |
| Messentalweg; Röthe Kallmuth ()                                        | Bildstock                                                                        | mit schmerzhafter Muttergottes, bez. 1713 nicht nachqualifiziert, im Bayerischen Denkmal-Atlas nicht kartiert | D-6-77-154-77  |                |
| Erlenbacher Pfad, Hemmerichsweg, Ochsenfuß (Standort)                  | Bildstock                                                                        | ornamentiertes Postament mit Säule und Figur des ‚Christus an der Geißelsäule‘, Sandstein, bez. 1677, Renovierung bez. 1751 | D-6-77-154-75  | BW             |
| Rathausstraße 2 (Standort)                                             | Rathaus                                                                          | zweigeschossiger Krüppelwalmdachbau mit geohrten Rahmungen und verputztem Fachwerkgiebel in Ecklage, Barock, bez. 1729, vermauerter spätgotischer Wappenstein 15. Jahrhundert | D-6-77-154-60  | weitere Bilder |
| Rentamtstraße 1, 3 (Standort)                                          | Doppelhaus                                                                       | zweiflügeliger und zweigeschossiger Mansardwalmdachbau mit geohrten Sandsteinrahmungen über hohem Kellergeschoss mit Freitreppen, Barock, 18. Jahrhundert, im Kern 16. Jahrhundert | D-6-77-154-62  | weitere Bilder |
| Schifferstraße 3 (Standort)                                            | Wohnhaus                                                                         | schmaler giebelständiger Satteldachbau mit zwei verputzten Fachwerkobergeschossen und geohrten Sandsteinrahmungen im Erdgeschoss, bez. 1698 | D-6-77-154-63  | weitere Bilder |
| Schifferstraße 4 (Standort)                                            | Wohnhaus                                                                         | zweigeschossiger giebelständiger Satteldachbau mit vorkragendem und verputztem Fachwerkobergeschoss, 17./18. Jahrhundert | D-6-77-154-64  | weitere Bilder |
| Schifferstraße 6 (Standort)                                            | Wohnhaus                                                                         | zweigeschossiger giebelständiger Satteldachbau mit verputztem Zierfachwerkobergeschoss über hohem Kellersockel, bez. 1705. | D-6-77-154-65  | weitere Bilder |
| Schifferstraße 20, 22 (Standort)                                       | Winzerhaus                                                                       | zweigeschossiger Zweiflügelbau mit Treppenturm und verputztem Fachwerkobergeschoss mit Schopfwalm- bzw. Satteldach, Erdgeschoss mit profiliertem Rundbogenportal und Inschriftstein, Renaissance, bez. 1573 | D-6-77-154-66  | weitere Bilder |
| Triebsweg, am Hemmerich ()                                             | Steinkreuz                                                                       | Ehemaliges Soldatengrab, bezeichnet 1673. Dieses Steinkreuz ist das älteste vorhandene Flurdenkmal in Lengfurt, aus dem Jahre 1673. Wie der fehlerbehafteten Inschrift zu entnehmen ist, handelt es sich hierbei um den Grabstein eines Andres Schab, der am 16. September 1673 von den Franzosen erschossen wurde. Aufgrund der Steinbrucherweiterung wurde das Kreuz 1974 abgebaut, renoviert und an seinem jetzigen Standort wieder errichtet. nicht nachqualifiziert, im Bayerischen Denkmal-Atlas nicht kartiert                            | D-6-77-154-73  | weitere Bilder |
| Julius-Leber-Straße (Standort)                                         | Kreuzschlepper                                                                   | Kreuzschlepper, geschweifter Inschriftsockel mit weinlaubumkränzter Säule über Reliefpostament ‚Hl. Michael‘ und Bekrönung durch Figur des kreuztragenden Christus, Sandstein, barock, bez. 1742 oder 1747: Auf einem barocken Tischsockel vor einer Bruchsteinmauer steht eine mit Weinreben umrankte Säule mit dem Relief des Erzengels Michael. Auf der Säule steht die Figur die Christus als Kreuzschlepper darstellt. Der Bildstock wurde im Jahre 1742 von Johann Michael Gaeyer errichten lassen                                         | D-6-77-154-68  | weitere Bilder |
| Theodor-Heuss-Straße 1 (Standort)                                      | Wegkreuz                                                                         | Geschweifter Inschriftsockel mit Kruzifix und schmerzensreicher Muttergottes, Sandstein, Barock, bez. 1744: Auf einem barocken Tischsockel steht frei eine Figur der klagenden Muttergottes. Dahinter ragt das Kreuz mit dem vollplastischen Christuskörpers empor. Über dessen Kopf ist in einer Art Schriftband die INRI-Inschrift angebracht, die ihn als Jesus von Nazareth, König der Juden identifiziert. Das komplette Wegkreuz wurde im Jahre 1744 von dem Ehepaar Johannes Conrad Metzler (Senator) und Anna Dorothea Zöllner gestiftet | D-6-77-154-59  | weitere Bilder |
| Theodor-Heuss-Straße 18 (Standort)                                     | Bildstock                                                                        | Vermauerte Bildnische mit Segmentbogenabschluss, Sandstein, 19. Jahrhundert: Der Tabernakel wurde komplett in die Bruchsteinmauer eingesetzt. Er besteht aus einer Bodenplatte, zwei Seiten-, der Rückwand und einem Flachbogen als Dach. Die Nische enthält eine bunt bemalte Gipsfigur der Muttergottes mit Kind. Sie ist bekrönt, trägt auf dem linken Arm das Jesuskind und hält in der rechten Hand das Szepter. Keine Inschrift verrät Datum oder Stifter des Bildhäuschens                                                                | D-6-77-154-69  | weitere Bilder |
| Wenzel (Standort)                                                      | Mariensäule                                                                      | Inschriftpostament mit Volutensäule und Figur der Madonna, Sandstein, bez. 1702 | D-6-77-154-76  | weitere Bilder |

### Rettersheim
| Lage                                       | Objekt                                | Beschreibung | Akten-Nr.      | Bild           |
| ------------------------------------------ | ------------------------------------- | --- | -------------- | -------------- |
| Lengfurter Straße, Lindenstraße (Standort) | Bildstock                             | reliefierter Tischsockel mit Postament und schlankem Pfeiler sowie geschwungenem Nischenaufsatz, Sandstein, Zopfstil, bez. 1793(?) | D-6-77-154-87  | BW             |
| Brunnenstraße 15 (Standort)                | Eingeschossiges Giebelhaus            | mit überdachtem Eingang, verputztes Fachwerk, 18./19. Jahrhundert | D-6-77-154-80  | BW             |
| Steinbruch (Standort)                      | Brücke                                | einjochige Sandsteinbogenbrücke mit einseitig erhaltener steinerner Brüstung, Bruchstein, 1764/65 | D-6-77-154-121 | BW             |
| Hofstadter Weg (Standort)                  | Bildstock                             | Achtkantpfeiler mit spitzbogigem Nischenaufsatz, monolithischer Sandstein, spätgotisch, bez. 1485 oder 1487 | D-6-77-154-83  | Bildstock      |
| Kallmuth (Standort)                        | Weinbergsanlagen                      | Nördlich von Homburg (Lage: Kallmuth) östlich der Straße nach Lengfurt, auf etwa 1400 m, gegliedert in fünf Abschnitte erster Abschnitt – von Norden aus – mit zahlreichen, relativ niedrigen, dem Geländeverlauf folgenden Mauern mit Kragstufentreppen, wohl 17. Jahrhundert (auf Lengfurter Gemarkung) zweiter (kurzer) Abschnitt mit zahlreichen niedrigen, dem Geländeverlauf folgenden Mauern, flankiert von einläufigen Treppen dritter Abschnitt, wohl um 1700 mit größerem Mauerabstand, Fußmauer mit abgefaster Abdeckung, gelegentlich über Volutensteine hochgestuft, dabei Weinberghäuschen mit Walmdach und gequaderten Ecklisenen sowie geohrter und faszierter Türeinfassung vierter Abschnitt mit hohen Mauern mit annähernd horizontaler Oberkante, in der Fußmauer Tor mit Wappen und zwei Löwen sowie Gerätehäuschen über schmalem Rechteckgrundriss fünfter Abschnitt in der gleichen Art, jedoch im mittleren 19. Jahrhundert erneuert | D-6-77-154-20  | weitere Bilder |
| Kirchstraße 2 (Standort)                   | Katholische Filialkirche Sankt Ulrich | Saalkirche mit weit herunter gezogenem Satteldach und eingezogenem Rechteckchor, eingezogener querrechteckiger Turm mit Arkadenobergeschoss und Satteldach, gotisierender Expressionismus, bez. 1923, mit Ausstattung | D-6-77-154-82  | BW             |
| Nähe Kirchstraße (Standort)                | Kirchhofmauer                         | Haustein mit abgerundeter Mauerkrone, bez. 1927 | D-6-77-154-82  | BW             |
| Kirchstraße 2 (Standort)                   | Friedhofskreuz                        | Rechteckiger Inschriftsockel mit Kruzifix, Sandstein, Barock, bez. 1708 | D-6-77-154-82  | BW             |
| Lengfurter Straße, Lindenstraße (Standort) | Gefallenendenkmal                     | für die Gefallenen der Kriege 1866 und 1870/71, Stufenpostament mit Reliefsockel und Obelisk, Sandstein, bez. 1911. | D-6-77-154-86  | BW             |
| Lengfurter Straße, Lindenstraße (Standort) | Bildstock                             | Postament mit abgefastem Pfeiler und Nischenaufsatz, Sandstein, 19. Jahrhundert | D-6-77-154-85  | BW             |
| Lindenstraße 24 (Standort)                 | Wohnhaus                              | zweigeschossiger giebelständiger Satteldachbau mit verbrettertem Fachwerkobergeschoss über hohem Kellersockel mit Freitreppe, bez. 1794 | D-6-77-154-119 | BW             |
| Hofstadter Weg (Standort)                  | Sühnekreuze                           | östliches Sühnekreuz mit Grenzpunkt auf der Oberseite, westliches Sühnekreuz mit abgebrochenem Kreuzarm, Sandstein, spätmittelalterlich, vor 1421 | D-6-77-154-84  | Sühnekreuze    |
| Schulstraße (Standort)                     | Bildstock                             | Inschriftsockel mit Bildhäuschen, Sandstein, bez. 1865 | D-6-77-154-89  | BW             |
| Zeilwasen (Standort)                       | Bildstock                             | Postament mit Pfeiler und volutengeschmücktem Reliefaufsatz ‚Stigmatisierung des hl. Franziskus‘ sowie seitliche Heiligengestalten, Sandstein, Frühbarock, bez. 1674, Pfeiler erneuert | D-6-77-154-112 | BW             |

### Trennfeld
| Lage                                        | Objekt                                  | Beschreibung | Akten-Nr.      | Bild           |
| ------------------------------------------- | --------------------------------------- | --- | -------------- | -------------- |
| Hans-Bolza-Straße (Standort)                | Bildstock                               | mit Muttergottes nicht nachqualifiziert, im Bayerischen Denkmal-Atlas nicht kartiert | D-6-77-154-115 | BW             |
| Bahnhofstraße 14 (Standort)                 | Feldkapelle                             | Kleiner Sandsteinquaderbau mit Satteldach und eingelassenem Bildstockrelief 'Pietá', Joseph Johann Weis, 1879; mit Ausstattung | D-6-77-154-109 | BW             |
| Wertheimer Weg (Standort)                   | Wegkapelle                              | kleiner gewölbter Satteldachbau mit Segmentbogenöffnung, bez. 1872 | D-6-77-154-107 | BW             |
| Hauptstraße 20 (Standort)                   | Haus mit Hoftor                         | Wohnhaus, zweigeschossiger giebelständiger Satteldachbau mit verputztem Fachwerkobergeschoss über hohem Sockel, 17./18. Jahrhundert, Hoftor, Rundbogentor und -pforte über Pilastern, Sandstein, bez. 1808. | D-6-77-154-90  | BW             |
| Hauptstraße 29 (Standort)                   | Wohnhaus                                | zweigeschossiger giebelständiger Satteldachbau mit größtenteils verputztem Zierfachwerkobergeschoss und Hausmadonna, spätes 17. Jahrhundert | D-6-77-154-91  | BW             |
| Hauptstraße 35, Nähe Hauptstraße (Standort) | Wohnhaus                                | zweigeschossiger giebelständiger Satteldachbau mit Zierfachwerkobergeschoss, bez. 1686, Renovierung bez. 1913, Hoftor, Sandsteinpfeiler mit Radabweisern und Satteldachabdeckung, 19. Jahrhundert | D-6-77-154-92  | BW             |
| Hauptstraße 44 (Standort)                   | Hoftor                                  | Rundbogen mit Abfasungen, Sandstein, frühes 18. Jahrhundert | D-6-77-154-93  | BW             |
| Hauptstraße 46 (Standort)                   | Wohnhaus                                | zweigeschossiger giebelständiger Satteldachbau mit Zierfachwerkobergeschoss, bez. 1703, Hoftor | D-6-77-154-94  | BW             |
| Hauptstraße 55 (Standort)                   | Ausleger                                | Wirtshausschild mit Anker-Motiv, Schmiedeeisen, 19. Jahrhundert | D-6-77-154-95  | BW             |
| Hauptstraße 61 (Standort)                   | Hausfigur                               | Mondsichelmadonna, farbig gefast, 19. Jahrhundert | D-6-77-154-96  | BW             |
| Hauptstraße 65 (Standort)                   | Gasthaus Zum Hirschen                   | zweigeschossiges verputztes Fachwerkhaus mit Satteldach in Ecklage, 18. Jahrhundert, Hausmadonna 19. Jahrhundert, schmiedeeiserner Ausleger mit Hirsch-Motiv 19. Jahrhundert, Putzinschrift in Jugendstiltypologie Anfang 20. Jahrhundert, Hoftor, Rundbogentor und -pforte mit Pilastern und Satteldachabdeckung, Sandstein, bez. 1762 | D-6-77-154-97  | BW             |
| Hauptstraße 68 (Standort)                   | Wohnhaus                                | zweigeschossiger Satteldachbau mit Zierfachwerkobergeschoss und Sandsteinerdgeschoss in Ecklage, bez. 1678 | D-6-77-154-99  | BW             |
| Nähe Hauptstraße (Standort)                 | Bildstock                               | Tischsockel mit abgefastem Pfeiler sowie kreuzbekröntem Volutenaufsatz mit Relief ‚Madonna‘, Sandstein und Schmiedeeisen, bez. 1824. | D-6-77-154-100 | BW             |
| Nähe Hauptstraße (Standort)                 | Wegkreuz                                | Kruzifix, Sandstein, Corpus 18. Jahrhundert, Kreuz modern. | D-6-77-154-108 | BW             |
| Nähe Hauptstraße (Standort)                 | Sühnekreuz                              | Sandstein, spätmittelalterlich. | D-6-77-154-105 | BW             |
| Nähe Hauptstraße (Standort)                 | Bildstock                               | Tischsockel mit abgefastem Pfeiler und rundbogigem Tafelaufsatz mit Pietà-Relief, Sandstein, 19. Jahrhundert | D-6-77-154-98  | BW             |
| Nähe Hauptstraße (Standort)                 | Bildstock                               | Tischsockel mit Säule und Reliefaufsatz 'Hl. Dreifaltigkeit', verschiedenfarbiger Sandstein, Historismus, 1890 | D-6-77-154-106 | BW             |
| Herrngasse 1 (Standort)                     | Pfarrhofmauer                           | Bruchsteinmauer mit Sandsteinabdeckung und schmiedeeisernem Ziergitter sowie Gartentor, zweimal bez. 1479, Renovierung bez. 1846 | D-6-77-154-102 | BW             |
| Herrngasse 2 (Standort)                     | Hoftor                                  | profilierte Rundbogenpforte und seitliche Torpfeiler mit Abfasungen, Sandstein, 17./18. Jahrhundert | D-6-77-154-103 | BW             |
| Kirchgasse 3/5 (Standort)                   | Ackerbürgerhof                          | zweigeschossiger teilunterkellerter Satteldachbau, Sichtfachwerk, im Erdgeschoss teilweise versteinert, spätes 17. Jh., mit Hausfigur in verglaster Ädikula, Muttergottes mit Kind, spätes 19. Jh.; Stallstadel, zweigeschossiger Satteldachbau, Fachwerk und Sichtziegelmauerwerk, spätes 19. Jh.; Remisen- und Werkstattbau, zweigeschossiger Holzskelettbau mit Satteldach, wohl spätes 19./ frühes 20. Jh.; tonnengewölbter Keller der abgegangenen Scheune, wohl spätes 17. Jh.; Hofeinfahrt mit Tor und Pforte, 19. Jh. | D-6-77-154-141 | BW             |
| Kirchgasse 7 (Standort)                     | Hausfigur                               | Immaculata, 18. Jahrhundert nicht nachqualifiziert, im Bayerischen Denkmal-Atlas nicht kartiert | D-6-77-154-101 | BW             |
| Kirchgasse 23 (Standort)                    | Katholische Pfarrkirche St. Georg       | Saalkirche mit eingezogenem Dreiseitchor und Strebepfeilern sowie Chorflankenturm mit Spitzhelm, Putzfassade mit Sandstein-Maßwerk, nachgotisch, bez. 1614, vergrößert, mit Ausstattung | D-6-77-154-104 | weitere Bilder |
| Friedhof (Standort)                         | Ehemalige Ölberg- oder Hl. Grab-Kapelle | Kleiner Sandsteinbau mit Satteldach und ornamentierter Korbbogennische, renaissancezeitliche Nischenrahmung um 1600, Umbau Ende 19. Jahrhundert | D-6-77-154-104 | BW             |
| Friedhof (Standort)                         | Bildstock                               | Mehrstufiger Inschriftsockel mit Säule und doppelseitigem Reliefaufsatz ‚Kruzifix mit Maria Magdalena‘ / ‚Schmerzensmann‘, Sandstein, bez. 1699, Aufsatz bez. 1703, Grabkreuze und -platte, Sandstein, 17. Jahrhundert, vermauert in Kirchhofmauer | D-6-77-154-104 | BW             |
| Rennweg (Standort)                          | Wegkreuz                                | geschweifter Inschriftsockel mit Kruzifix, Sandstein, Rokoko, Mitte 18. Jahrhundert | D-6-77-154-116 | BW             |
| Schindgraben (Standort)                     | Feldkapelle                             | kleiner Sandsteinbau mit Satteldach und Vierpassfenstern, neugotisch, Ende 19. Jahrhundert | D-6-77-154-114 | BW             |
| Wertheimer Weg (Standort)                   | Bildstock                               | Bildhäuschen mit Sandsteinplattendach und Rundbogennische, bez. 1738, Fragment eines neugotischen Sandsteinkreuzes, 2. H. 19. Jahrhundert | D-6-77-154-111 | BW             |
| Nähe Wertheimer Weg (Standort)              | Bildstock                               | Postament und Pfeiler mit korbbogigem Nischenaufsatz, Sandstein, 18. Jahrhundert erneuert | D-6-77-154-110 | BW             |

## Ehemalige Baudenkmäler
In diesem Abschnitt sind Objekte aufgeführt, die früher einmal in der Denkmalliste eingetragen waren, jetzt aber nicht mehr. Objekte, die in anderem Zusammenhang – also z. B. als Teil eines Baudenkmals – weiter eingetragen sind, sollen hier nicht aufgeführt werden. Aktennummern in diesem Abschnitt sind ehemalige, jetzt nicht mehr gültige Aktennummern.

| Lage                                         | Objekt                     | Beschreibung                       | Akten-Nr.     | Bild |
| -------------------------------------------- | -------------------------- | ---------------------------------- | ------------- | ---- |
| Homburg am Main Erlenbacher Weg ()           | Steinkreuz                 |                                    | D-6-77-154-30 |      |
| Homburg am Main Erlenbacher Weg ()           | Steinkreuz                 | mit Sichel                         | D-6-77-154-31 |      |
| Lengfurt Rathausstraße 6 (Standort)          | Eingeschossiges Giebelhaus | verputztes Fachwerk, bez. 1710 (?) | D-6-77-154-61 | BW   |
| Rettersheim Ortsausgang Richtung Wertheim () | Zwei Steinkreuze           |                                    | D-6-77-154-88 |      |
| Rettersheim Brunnenstraße 25 (Standort)      | Eingeschossiges Giebelhaus | verputztes Fachwerk, bez. 1816     | D-6-77-154-81 | BW   |
| Trennfeld Hauptstraße 29 (Standort)          | Hausfigur                  |                                    | D-6-77-154-91 | BW   |
| Trennfeld vor Hauptstraße 35 (Standort)      | Bildstock                  | mit hl. Kilian, bez. 1727          | D-6-77-154-92 | BW   |